# Ley de Veguerías de Cataluña
La Ley de Veguerías de Cataluña (Llei de Vegueries de Catalunya) es una ley aprobada por el Parlamento de Cataluña el 27 de julio de 2010, que establece las bases de la organización de Cataluña en veguerías. No obstante, debido a la reciente sentencia del Tribunal Constitucional, que hace una reinterpretación, esta medida no se llevará a cabo.
El objetivo es definir el régimen jurídico de la veguería, organizar las divisiones y regular la transición de las Diputaciones Provinciales a los Consejos de Veguería. Según esta ley, la veguería es la división territorial adoptada por la Generalidad de Cataluña en 2010 para la organización territorial de sus servicios.

## Las ocho veguerías
La ley establecería ocho veguerías:
- Veguería de Barcelona: comarcas de Bajo Llobregat, Barcelonés El Maresme, Vallés Oriental y Vallés Occidental.
- Veguería de Gerona: comarcas de Alto Ampurdán, Bajo Ampurdán, La Garrocha, Gironés, Pla de l'Estany, Selva y Ripollés.
- Veguería de Lérida: comarcas de Las Garrigas, Noguera, Segarra, Segriá, Plana de Urgel y Urgel.
- Veguería del Campo de Tarragona: comarcas de Tarragonés, Alto Campo, Bajo Campo, Cuenca de Barberá y El Priorato.
- Veguería de las Tierras del Ebro: comarcas de Bajo Ebro, Montsiá, Ribera de Ebro y Tierra Alta.
- Veguería del Alto pirineo: comarcas de Alta Ribagorza, Alto Urgel, Cerdaña, Pallars Jussá, Pallars Sobirá Y Valle de Arán.
- Veguería del Penedés: comarcas de  Bajo Penedés, Alto Penedés y Garraf.

- Veguería Central: comarcas de Noya, Moyanés, Bages, Bergadá, Osona y Solsonés.

Y las sedes de sus instituciones se localizarán en Barcelona, Tarragona, Gerona, Lérida y Tortosa.
El Valle de Arán constituye una entidad territorial propia dentro de Cataluña y se relaciona de forma bilateral con la Generalidad. A efectos prácticos no forma parte de la veguería del Alto Pirineo, excepto en la institución provincial del Gobierno y administración local.

## Procedimiento
Inicialmente se constituirán cuatro veguerías coincidentes con las actuales provincias: Barcelona, Lérida, Gerona y Tarragona. Posteriormente la veguería de Tarragona se dividirá en la veguería de Las Tierras del Ebro y el Campo de Tarragona y después del cambio de los límites provinciales por parte del Gobierno de España, se constituirán las veguerías del Alto Pirineo y Arán y la Central. Todo ello queda sin efecto ya que, toda manipulación de los límites provinciales establecidos en la constitución son competencia del estado.